# Oedenburger Zeitung
Die Oedenburger Zeitung war eine deutschsprachige Tageszeitung, die von 1868 bis 1944 in Sopron (dt. Ödenburg) in Österreich-Ungarn und später im Königreich Ungarn erschienen ist.

## Geschichte
Die Oedenburger Zeitung gehörte zu den wichtigsten deutschsprachigen Regionalzeitungen in Ungarn. Anfangs unter dem Titel Oedenburger Nachrichten (1868 bis 1875) veröffentlicht, nahm das liberale Blatt eine politisch neutrale Haltung ein. Diese mangelnde Nähe zu Ungarn und den ungarischen Interessen führte im letzten Drittel des 19. Jahrhunderts zu zahlreichen Angriffen aus der ungarischsprachigen Publizistik. Unter der Leitung von Hans Ambroschitz nahm die Oedenburger Zeitung schließlich eine pro-österreichische Einstellung an. Neben den regionalen und inländischen Nachrichten ist der Kulturteil der Zeitung besonders hervorzuheben: Veröffentlicht wurden mundartliche Erzählungen und Dichtungen des Redakteurs und Schriftstellers Ignaz Anton Schiller sowie von Johann Neubauer und Mida Huber. Während der kurzlebigen Ungarischen Räterepublik musste das Erscheinen zeitweise eingestellt werden; Verlag und Redaktion wurden „sozialisiert“ und an die Stelle der bisherigen Zeitung trat der gleichgeschaltete, kurzlebige Oedenburger Arbeiterrat. Aufgrund der Ödenburger Volksabstimmung 1921 verblieb die Stadt im Königreich Ungarn. Die Oedenburger Zeitung wurde hierauf zum Sprachrohr der lokalen deutschsprachigen Bevölkerung. Sie erschien bis 1944, als infolge der sowjetischen Besetzung Ungarns alle Blätter in deutscher Sprache verboten wurden.